# Drapeau de Guam
Le drapeau de Guam a été adopté le 9 février 1948. Le drapeau territorial est bleu foncé avec une bordure rouge tout autour (la bordure a été ajoutée ultérieurement). Dans le centre du drapeau se trouve le sceau de Guam, un emblème en forme d'amande, qui représente un prao en train de naviguer dans la baie Hagåtña, et GUAM en lettres rouges.
La forme de l'emblème est un souvenir à la mémoire des lance-pierres utilisés par les ancêtres de l'île. La bande de terre en arrière-plan représente la falaise de Puntan Dos Amantes de Guam.

## Drapeaux municipaux
En plus du drapeau représentant le territoire, la loi de Guam prévoit un drapeau par municipalité. Le conseil des maires des différents villages a travaillé avec Gerard Aflague, un illustrateur natif de Guam, pour munir chacune des 19 municipalités d’un drapeau représentant ses caractéristiques.

## Dimensions
Le drapeau mesure 40 pouces de haut sur 78 pouces de large. La bordure rouge mesure 2 pouces de large, et le sceau central 24 pouces de haut sur 16 pouces de large.